# Riccardo Montolivo
Riccardo Montolivo (Milano, 18 gennaio 1985) è un ex calciatore italiano, di ruolo centrocampista.
Cresciuto nelle giovanili dell'Atalanta, esordisce in prima squadra nella stagione 2003-2004. Dopo la retrocessione in Serie B della squadra bergamasca, viene acquistato dalla Fiorentina. Con la maglia viola disputa oltre 200 partite, alcune di queste da capitano, ottenendo il raggiungimento di una semifinale di Coppa UEFA e alcune qualificazioni in Champions League. Nel 2012 passa al Milan, disputando in totale 158 presenze, indossando la fascia da capitano del club rossonero dal 2013 al 2017, dove vince la Supercoppa italiana 2016, ottenendo inoltre il raggiungimento di due finali di Coppa Italia.
Dopo aver vestito la maglia azzurra in molte nazionali giovanili, tra cui l'Under-21 e la nazionale olimpica, debutta in nazionale maggiore il 17 ottobre 2007, in una partita amichevole contro il Sudafrica. Con la nazionale italiana prende parte alla Confederations Cup 2009, al Mondiale 2010, all'Europeo 2012 divenendo finalista e alla Confederations Cup 2013 come terzo classificato.
A livello individuale, si è aggiudicato, e viene inserito nell'Oscar del calcio AIC come Migliore calciatore giovane nel 2007 e nel Globe Soccer Awards rappresentando il premio speciale nel 2014.

## Biografia
Riccardo Montolivo possiede il passaporto tedesco e parla anche la lingua: la madre Antje è infatti nativa di Kiel, nello stato federato dello Schleswig-Holstein, anche i nonni materni provengono da questo Land.
Riccardo Montolivo si è dichiarato ateo. Il 22 maggio 2014 si è sposato con la modella e conduttrice fiorentina Cristina De Pin, con la quale era fidanzato già dal 2007. La coppia ha due figli, Mariam Montolivo, nata il 12 maggio 2016, e Mathias Montolivo, nato il 20 ottobre 2018.

## Caratteristiche tecniche
Calciatore duttile, ha ricoperto tutti i ruoli del centrocampo, spaziando dal regista davanti alla difesa all'interno di centrocampo e al trequartista, ruolo affidatogli specialmente ad inizio carriera ma che dichiarò di non gradire. Dotato di buon fisico, una buona tecnica individuale e buona visione di gioco, era abile nell'effettuare lanci, passaggi lunghi e passaggi corti smarcanti per i suoi compagni di squadra; possedeva anche un buon tiro dalla lunga distanza.
Abile nel recuperare palloni, pur difettando in velocità, durante la stagione 2015-2016 nel Milan fu utilizzato dal tecnico Siniša Mihajlović anche come incontrista.

## Carriera

### Club

#### Atalanta
Nato a Milano e cresciuto a Caravaggio, muove i primi passi nella scuola calcio della città e a 8 anni viene notato dall'Atalanta, che lo inserisce nelle proprie giovanili. Esordisce in prima squadra l'11 settembre 2003 a 18 anni, sotto la guida tecnica di Andrea Mandorlini nella partita di Serie B 2003-2004 contro il Piacenza terminata con il risultato di 0-0 nella quale subentra al 36' del secondo tempo sostituendo Michele Marcolini. Con 41 presenze, 21 delle quali da titolare, e 4 gol contribuisce alla promozione della squadra bergamasca in Serie A. Segna la sua prima rete in Serie B il 7 dicembre 2003, nella partita casalinga disputata contro il Bari e terminata sul punteggio di 2-0.
Nel campionato 2004-2005 esordisce in Serie A, giocando per la prima volta in Atalanta-Lecce (finita 2-2) del 12 settembre 2004. Nella sua prima stagione in Serie A segna 3 gol in 32 presenze, il primo dei quali il 23 ottobre 2004 in Atalanta-Cagliari 2-2, ma la sua squadra retrocede piazzandosi ultima in classifica.

#### Fiorentina

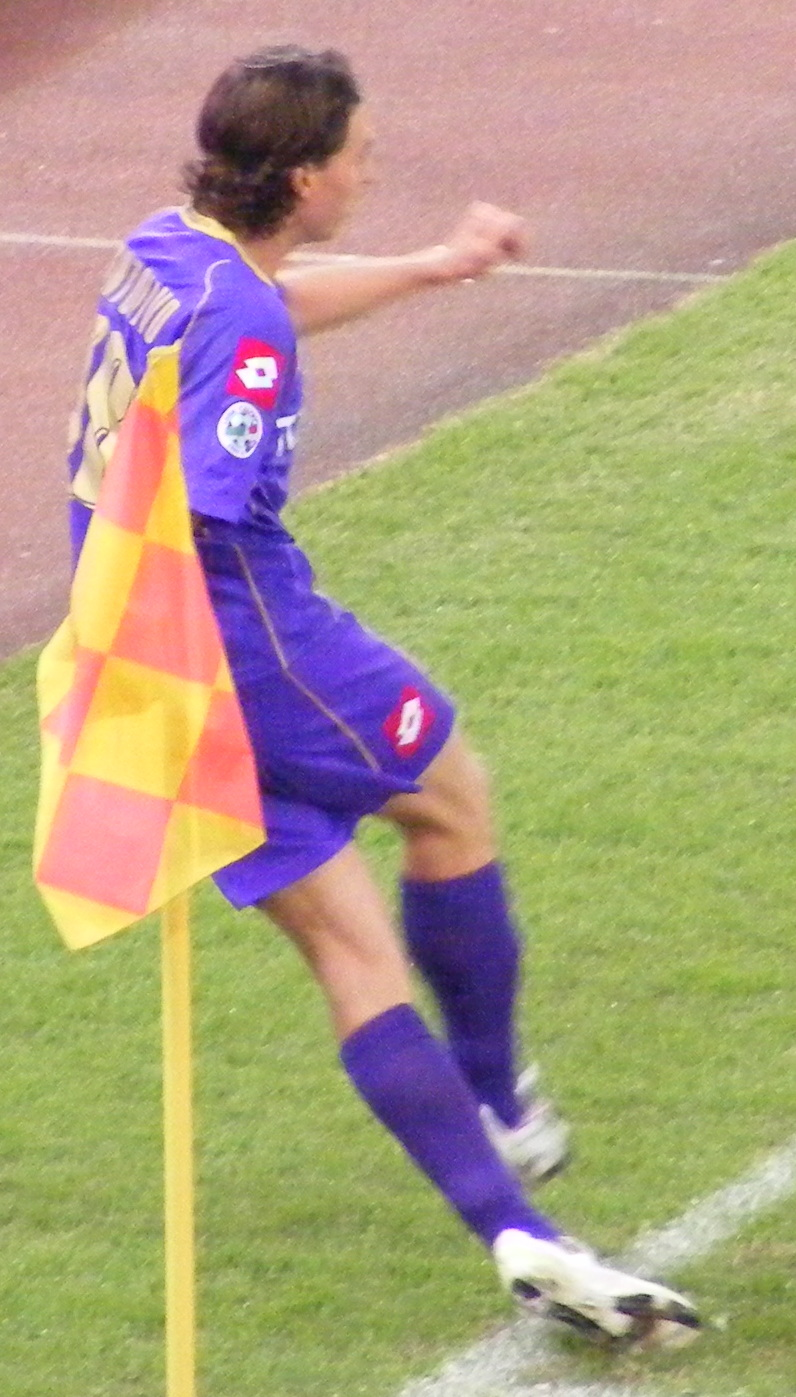
Montolivo mentre esegue un calcio d'angolo con la maglia della Fiorentina

Nell'agosto del 2005 viene ceduto in compartecipazione alla Fiorentina per 3,5 milioni di euro. Nella stagione seguente gioca 20 partite in campionato, sette delle quali da titolare, e realizza una rete, la prima in viola, contro il Treviso. Disputa anche due gare, entrambe da titolare, in Coppa Italia. Nell'estate del 2006 i viola riscattano l'altra metà del suo cartellino per 2 milioni di euro.
Nella stagione 2006-2007 conquista il posto da titolare come centrocampista interno, giocando in totale 36 partite di Serie A, di cui 29 da titolare, e segnando due gol contro Ascoli e Sampdoria; con la squadra raggiunge la qualificazione alla Coppa UEFA 2007-2008, nonostante i 15 punti di penalizzazione dovuti alle sentenze di Calciopoli. Nella stagione seguente gioca 34 partite in campionato, segnando due gol, contro l'Empoli e contro il Cagliari. Esordisce anche nelle competizioni UEFA per club; infatti disputa 11 incontri, tutti dal primo minuto, in
Coppa UEFA, realizzando anche un gol contro l'Everton. La Fiorentina esce dalla manifestazione in semifinale, perdendo ai tiri di rigore contro i Rangers.

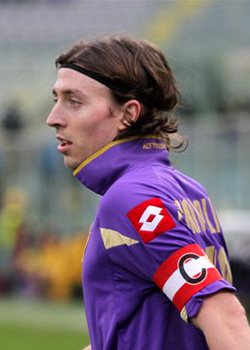
Montolivo con la fascia di capitano della Fiorentina nel 2011

Nella stagione 2008-2009, Montolivo totalizza 34 presenze e 4 reti (record stagionale) in campionato, realizzando al contempo la prima doppietta in Serie A, il 22 novembre 2008 contro l'Udinese. In questa stessa annata, esordisce in Champions League giocando tutte e sei le partite di un girone che vede la squadra viola concludere al terzo posto. Ammessi comunque in Coppa UEFA, Montolivo e compagni vengono eliminati subito dall'Ajax.
Inizia quindi la stagione 2009-2010 giocando i preliminari di Champions League contro lo Sporting Lisbona, che vede il passaggio della Fiorentina alla fase a gironi. In campionato totalizza 36 partite segnando due gol; in Champions gioca tutte le 8 partite, 6 delle quali da titolare, prima che la Fiorentina venga eliminata agli ottavi di finale dal Bayern Monaco; sigla anche il suo primo gol nella massima competizione UEFA per club, contro il Debrecen. Nel gennaio del 2010, dopo le partenze di Dario Dainelli e Martin Jørgensen, diventa il capitano della squadra.
La stagione 2010-2011 inizia con un piccolo problema alla caviglia, rimediato al campionato del mondo 2010 in Sudafrica. Dopo l'ottava giornata, nel novembre seguente, decide di sottoporsi ad un'operazione di pulizia della caviglia, rimanendo fermo per un mese e mezzo circa. Montolivo termina comunque il campionato, che vede la Fiorentina piazzarsi al 9º posto in classifica, con 29 presenze e due reti, contro Palermo e Cesena.
All'inizio della stagione 2011-2012, il 16 settembre 2011 comunica definitivamente alla Fiorentina di non voler prolungare il contratto in scadenza nel 2012; i motivi di questa decisione sono dovuti alla sua volontà di giocare in una squadra di maggiore importanza e caratura tecnica. Inoltre, data la volontà del giocatore di non rinnovare il contratto, la società affida la fascia di capitano ad Alessandro Gamberini, con Stevan Jovetić come vice. Tuttavia Montolivo conserva il posto da titolare nella formazione viola. Il 27 novembre 2011, raggiunge le 200 presenze in campionato con la maglia della Fiorentina.

#### Milan

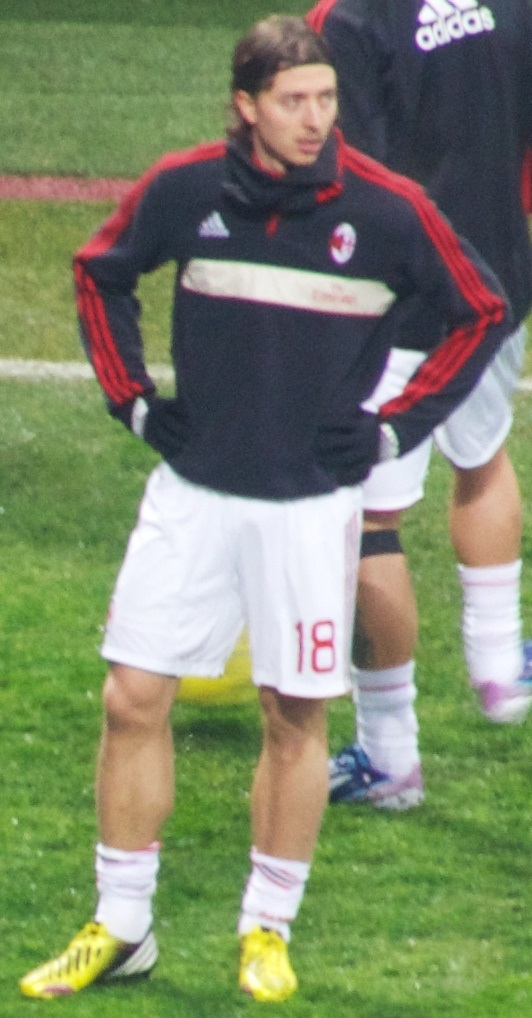
Montolivo durante il riscaldamento del derby di Milano del 24 febbraio 2013

Il 17 maggio 2012 il Milan annuncia l'approdo a parametro zero di Montolivo ai rossoneri; il giocatore firma un contratto quadriennale fino al 30 giugno 2016. Montolivo sceglie di indossare la maglia numero 18 anche al Milan. Il 26 agosto seguente fa il suo esordio con la maglia rossonera, in occasione della partita persa 1-0 contro la Sampdoria a San Siro. Segna la sua prima rete con la squadra milanese il 30 ottobre 2012, nel corso della partita pareggiata 2-2 contro il Palermo allo Stadio Renzo Barbera. Il 25 novembre seguente, in occasione di Milan-Juventus (1-0), indossa per la prima volta la fascia di capitano. In questa stagione realizza prestazioni importanti e quattro gol decisivi per il terzo posto finale in campionato, valido per la qualificazione in UEFA Champions League.
All'inizio della stagione 2013-2014, dopo l'addio di Massimo Ambrosini, Montolivo diviene il nuovo capitano del Milan. Questa stagione segna l'inizio di un periodo negativo per il Milan che per 3 anni consecutivi non si qualifica per le coppe europee, ottenendo un 8º, un 10º e un 7º posto in campionato.
Il suo impiego è fortemente limitato nelle stagioni 2014-2015 e 2016-2017, a causa del lungo recupero da due gravi infortuni subiti con la nazionale. Ciò gli impedirà di prendere parte alla Supercoppa italiana 2016, vinta dal Milan ai tiri di rigore (5-4) contro la Juventus.
Dall'estate 2017 è sostituito in veste di capitano dal nuovo acquisto Leonardo Bonucci. Il 17 agosto 2017 firma la sua prima doppietta nelle coppe europee, nella partita dei playoff di Europa League contro lo Škendija (6-0). Inoltre, il 10 settembre seguente torna a segnare in campionato, nella sconfitta per 4-1 contro la Lazio.
Nella stagione 2018-2019, non rientrando più nei piani della società e dell'allenatore Gattuso, viene messo ai margini della rosa, andando in panchina soltanto nella partita vinta per 1-0 contro l'Udinese il 4 novembre 2018. A fine stagione, scaduto il suo contratto, lascia il Milan; in sette stagioni ha messo insieme 158 presenze e 10 gol.
Il 13 novembre 2019, a 34 anni, annuncia il ritiro dal calcio giocato, in polemica con il trattamento ricevuto dal Milan nella sua ultima stagione in rossonero.

### Nazionale

#### Nazionali giovanili
Fin dal 2001, Montolivo gioca in varie nazionali giovanili italiane, come Under-15, Under-18 e Under-19. Il 3 settembre 2004, sotto la gestione di Claudio Gentile, fa il suo esordio in nazionale Under-21, durante la partita contro la Norvegia, terminata sul punteggio di 2-0. In totale Montolivo gioca 20 incontri, segnando 3 reti, nella massima rappresentativa giovanile nazionale, sotto le gestioni di Gentile e di Pierluigi Casiraghi, con i quali ha disputato gli Europei Under-21 del 2006 e del 2007.

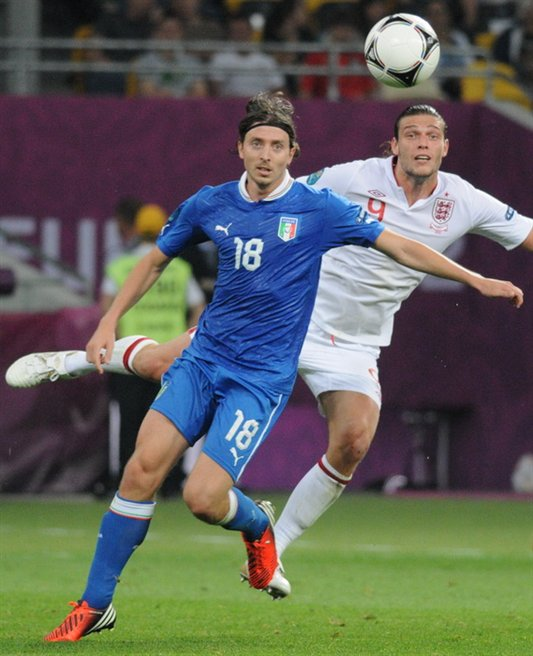
Montolivo e Andy Carroll in azione durante Inghilterra-Italia, quarti di finale del

#### Nazionale maggiore
Convocato dal CT Roberto Donadoni, esordisce in nazionale il 17 ottobre 2007, a 22 anni, giocando titolare nella partita amichevole contro il Sudafrica, disputata a Siena e terminata sul punteggio di 2-0 a favore degli Azzurri. Inserito nella lista dei 24 pre-convocati per il campionato d'Europa 2008, viene però successivamente escluso dall'elenco ufficiale dei 23 selezionati. Viene poi chiamato da Casiraghi nella nazionale olimpica per partecipare ai Giochi della XXIX Olimpiade di Pechino, durante i quali è titolare e realizza un gol nella seconda gara del girone contro la Corea del Sud.
Viene convocato dal nuovo CT Marcello Lippi per la Confederations Cup 2009 e per il campionato del mondo 2010 dove, complice l'infortunio rimediato da Andrea Pirlo, viene impiegato da titolare nelle tre partite giocate dall'Italia, che viene eliminata nella fase a gironi.
Il 29 marzo 2011, in un'amichevole contro l'Ucraina, indossa per la prima volta la fascia di capitano, dopo l'uscita dal campo di Alberto Gilardino. Il 10 agosto seguente realizza il suo primo gol in nazionale, con un pallonetto segnato a Casillas nella partita amichevole Italia-Spagna (2-1) disputata allo stadio Stadio San Nicola di Bari.

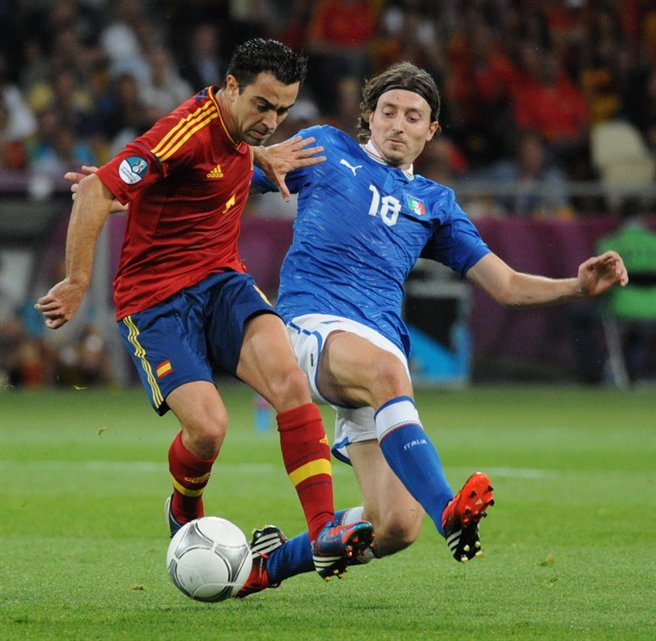
Montolivo contrasta Xavi durante la finale dell'Europeo 2012

Il 29 maggio 2012 viene inserito dal CT Cesare Prandelli nella lista dei 23 calciatori italiani per la fase finale del campionato d'Europa 2012. Nei quarti di finale contro l'Inghilterra sbaglia il secondo tiro di rigore per l'Italia calciandolo fuori alla destra della porta, errore reso ininfluente dagli altri due rigori sbagliati da Ashley Young e Ashley Cole, che hanno permesso all'Italia di passare in semifinale. Durante la semifinale contro la Germania, terminata sul punteggio di 2-1, Montolivo ha fornito l'assist per il gol di Mario Balotelli, valido per il momentaneo 2-0 in favore dell'Italia. Nel corso della manifestazione, chiusa dall'Italia al secondo posto, Montolivo ha disputato 4 partite, tra cui, da titolare, la finale persa per 4-0 contro la Spagna.
Inserito dal CT Prandelli nella lista dei 23 calciatori convocati per la Confederations Cup 2013, gioca tutte e 5 le gare degli Azzurri, compresa la finale per il terzo posto vinta ai rigori contro l'Uruguay, gara nella quale Montolivo viene espulso per doppia ammonizione nel corso dei tempi supplementari.
Il 18 novembre 2013 veste per la prima volta la fascia di capitano della nazionale dall'inizio, nella partita amichevole Italia-Nigeria (2-2) disputata a Londra.
Inserito nella lista di 30 calciatori pre-convocati in vista del campionato del mondo 2014, il 31 maggio 2014, durante l'amichevole contro l'Irlanda (0-0), si frattura la tibia sinistra a seguito di un contrasto con Alex Pearce e perde la possibilità di giocare la manifestazione.
Dopo una lunga assenza dovuta prima all'infortunio e poi a scelte tecniche del nuovo CT Antonio Conte, torna a vestire l'azzurro il 10 ottobre 2015 a Baku, nella partita contro l'Azerbaigian valida per le qualificazioni all'Europeo 2016. Inserito nella lista dei 30 pre-convocati in vista dell'Europeo 2016, non viene poi convocato per un problema muscolare al polpaccio della gamba sinistra.
Il 6 ottobre 2016 è nuovamente vittima di un grave infortunio con la maglia azzurra: nel corso della partita di qualificazione al Mondiale 2018 pareggiata a Torino per 1-1 contro la Spagna, in seguito ad uno scontro di gioco con Sergio Ramos riporta una lesione al legamento crociato anteriore del ginocchio sinistro, dovendosi operare e subendo così un lungo stop. Disputa la su ultima gara in nazionale il 5 settembre 2017 con il CT Ventura, entrando nei minuti finali della partita delle qualificazioni mondiali vinta per 1-0 contro Israele a Reggio Emilia. Conclude la sua carriera in nazionale con 66 presenze e 2 reti.

### Dopo il ritiro
Nel luglio del 2021 viene presentato come uno dei volti nuovi di DAZN, la piattaforma che trasmetterà, tra le altre cose, le gare della Serie A, Serie B, Europa League e Conference League e per cui sarà commentatore tecnico di alcune partite e opinionista in studio e a bordo campo.
Il 14 ottobre dello stesso anno consegue la qualifica UEFA A a Coverciano che consente di allenare tutte le selezioni giovanili e le squadre femminili, le prime squadre fino alla Serie C oltre a poter essere tesserato come allenatore in seconda sia in Serie B che in Serie A.
A giugno del 2024 passa a Sky Sport, esordisce come talent nel pre-partita di Spagna-Italia ad Euro 2024.

## Statistiche

### Presenze e reti nei club
| Stagione          | Squadra           | Campionato        | Campionato | Campionato | Coppe nazionali | Coppe nazionali | Coppe nazionali | Coppe continentali | Coppe continentali | Coppe continentali | Altre coppe | Altre coppe | Altre coppe | Totale | Totale |
| Stagione          | Squadra           | Comp              | Pres       | Reti       | Comp            | Pres            | Reti            | Comp               | Pres               | Reti               | Comp        | Pres        | Reti        | Pres   | Reti   |
| ----------------- | ----------------- | ----------------- | ---------- | ---------- | --------------- | --------------- | --------------- | ------------------ | ------------------ | ------------------ | ----------- | ----------- | ----------- | ------ | ------ |
| 2003-2004         | Atalanta          | B                 | 41         | 4          | CI              | 1               | -               | -                  | -                  | -                  | -           | -           | -           | 42     | 4      |
| 2004-2005         | Atalanta          | A                 | 32         | 3          | CI              | 6               | -               | -                  | -                  | -                  | -           | -           | -           | 38     | 3      |
| Totale Atalanta   | Totale Atalanta   | Totale Atalanta   | 73         | 7          |                 | 7               | -               |                    | -                  | -                  |             | -           | -           | 80     | 7      |
| 2005-2006         | Fiorentina        | A                 | 20         | 1          | CI              | 4               | 0               | -                  | -                  | -                  | -           | -           | -           | 24     | 1      |
| 2006-2007         | Fiorentina        | A                 | 36         | 2          | CI              | 0               | 0               | -                  | -                  | -                  | -           | -           | -           | 36     | 2      |
| 2007-2008         | Fiorentina        | A                 | 34         | 2          | CI              | 2               | 0               | CU                 | 11                 | 1                  | -           | -           | -           | 47     | 3      |
| 2008-2009         | Fiorentina        | A                 | 34         | 4          | CI              | 0               | 0               | UCL+CU             | 6+2                | 0                  | -           | -           | -           | 42     | 4      |
| 2009-2010         | Fiorentina        | A                 | 36         | 2          | CI              | 4               | 0               | UCL                | 10                 | 1                  | -           | -           | -           | 50     | 3      |
| 2010-2011         | Fiorentina        | A                 | 29         | 2          | CI              | 0               | 0               | -                  | -                  | -                  | -           | -           | -           | 29     | 2      |
| 2011-2012         | Fiorentina        | A                 | 30         | 4          | CI              | 3               | 0               | -                  | -                  | -                  | -           | -           | -           | 33     | 4      |
| Totale Fiorentina | Totale Fiorentina | Totale Fiorentina | 219        | 17         |                 | 13              | 0               |                    | 29                 | 2                  |             | -           | -           | 261    | 19     |
| 2012-2013         | Milan             | A                 | 32         | 4          | CI              | 1               | 0               | UCL                | 6                  | 0                  | -           | -           | -           | 39     | 4      |
| 2013-2014         | Milan             | A                 | 29         | 3          | CI              | 1               | 0               | UCL                | 7                  | 0                  | -           | -           | -           | 37     | 3      |
| 2014-2015         | Milan             | A                 | 10         | 0          | CI              | 2               | 0               | -                  | -                  | -                  | -           | -           | -           | 12     | 0      |
| 2015-2016         | Milan             | A                 | 31         | 0          | CI              | 4               | 0               | -                  | -                  | -                  | -           | -           | -           | 35     | 0      |
| 2016-2017         | Milan             | A                 | 9          | 0          | CI              | 0               | 0               | -                  | -                  | -                  | SI          | 0           | 0           | 9      | 0      |
| 2017-2018         | Milan             | A                 | 18         | 1          | CI              | 3               | 0               | UEL                | 5                  | 2                  | -           | -           | -           | 26     | 3      |
| 2018-2019         | Milan             | A                 | 0          | 0          | CI              | 0               | 0               | UEL                | 0                  | 0                  | SI          | 0           | 0           | 0      | 0      |
| Totale Milan      | Totale Milan      | Totale Milan      | 129        | 8          |                 | 11              | 0               |                    | 18                 | 2                  |             | 0           | 0           | 158    | 10     |
| Totale carriera   | Totale carriera   | Totale carriera   | 421        | 32         |                 | 31              | 0               |                    | 47                 | 4                  |             | 0           | 0           | 499    | 36     |

### Cronologia presenze e reti in nazionale
| Cronologia completa delle presenze e delle reti in nazionale ― Italia | Cronologia completa delle presenze e delle reti in nazionale ― Italia | Cronologia completa delle presenze e delle reti in nazionale ― Italia | Cronologia completa delle presenze e delle reti in nazionale ― Italia | Cronologia completa delle presenze e delle reti in nazionale ― Italia | Cronologia completa delle presenze e delle reti in nazionale ― Italia | Cronologia completa delle presenze e delle reti in nazionale ― Italia | Cronologia completa delle presenze e delle reti in nazionale ― Italia |
| Data                                                                  | Città                                                                 | In casa                                                               | Risultato                                                             | Ospiti                                                                | Competizione                                                          | Reti                                                                  | Note                                                                  |
| --------------------------------------------------------------------- | --------------------------------------------------------------------- | --------------------------------------------------------------------- | --------------------------------------------------------------------- | --------------------------------------------------------------------- | --------------------------------------------------------------------- | --------------------------------------------------------------------- | --------------------------------------------------------------------- |
| 17-10-2007                                                            | Siena                                                                 | Italia                                                                | 2 – 0                                                                 | Sudafrica                                                             | Amichevole                                                            | -                                                                     | 75’                                                                   |
| 11-10-2008                                                            | Sofia                                                                 | Bulgaria                                                              | 0 – 0                                                                 | Italia                                                                | Qual. Mondiali 2010                                                   | -                                                                     | 68’                                                                   |
| 19-11-2008                                                            | Atene                                                                 | Grecia                                                                | 1 – 1                                                                 | Italia                                                                | Amichevole                                                            | -                                                                     | 46’                                                                   |
| 10-2-2009                                                             | Londra                                                                | Brasile                                                               | 2 – 0                                                                 | Italia                                                                | Amichevole                                                            | -                                                                     | 46’                                                                   |
| 6-6-2009                                                              | Pisa                                                                  | Italia                                                                | 3 – 0                                                                 | Irlanda del Nord                                                      | Amichevole                                                            | -                                                                     | 46’                                                                   |
| 10-6-2009                                                             | Pretoria                                                              | Italia                                                                | 4 – 3                                                                 | Nuova Zelanda                                                         | Amichevole                                                            | -                                                                     | 60’                                                                   |
| 15-6-2009                                                             | Pretoria                                                              | Stati Uniti                                                           | 1 – 3                                                                 | Italia                                                                | Conf. Cup 2009 - 1º turno                                             | -                                                                     | 57’                                                                   |
| 18-6-2009                                                             | Johannesburg                                                          | Egitto                                                                | 1 – 0                                                                 | Italia                                                                | Conf. Cup 2009 - 1º turno                                             | -                                                                     | 58’                                                                   |
| 21-6-2009                                                             | Pretoria                                                              | Italia                                                                | 0 – 3                                                                 | Brasile                                                               | Conf. Cup 2009 - 1º turno                                             | -                                                                     | 46’                                                                   |
| 14-11-2009                                                            | Pescara                                                               | Italia                                                                | 0 – 0                                                                 | Paesi Bassi                                                           | Amichevole                                                            | -                                                                     | 76’                                                                   |
| 18-11-2009                                                            | Cesena                                                                | Italia                                                                | 1 – 0                                                                 | Svezia                                                                | Amichevole                                                            | -                                                                     | 65’                                                                   |
| 3-3-2010                                                              | Monaco                                                                | Italia                                                                | 0 – 0                                                                 | Camerun                                                               | Amichevole                                                            | -                                                                     | 46’                                                                   |
| 5-6-2010                                                              | Ginevra                                                               | Svizzera                                                              | 1 – 1                                                                 | Italia                                                                | Amichevole                                                            | -                                                                     |                                                                       |
| 14-6-2010                                                             | Città del Capo                                                        | Italia                                                                | 1 – 1                                                                 | Paraguay                                                              | Mondiali 2010 - 1º turno                                              | -                                                                     |                                                                       |
| 20-6-2010                                                             | Nelspruit                                                             | Italia                                                                | 1 – 1                                                                 | Nuova Zelanda                                                         | Mondiali 2010 - 1º turno                                              | -                                                                     |                                                                       |
| 24-6-2010                                                             | Johannesburg                                                          | Slovacchia                                                            | 3 – 2                                                                 | Italia                                                                | Mondiali 2010 - 1º turno                                              | -                                                                     | 56’                                                                   |
| 10-8-2010                                                             | Londra                                                                | Italia                                                                | 0 – 1                                                                 | Costa d'Avorio                                                        | Amichevole                                                            | -                                                                     | 81’                                                                   |
| 3-9-2010                                                              | Tallinn                                                               | Estonia                                                               | 1 – 2                                                                 | Italia                                                                | Qual. Euro 2012                                                       | -                                                                     | 75’                                                                   |
| 7-9-2010                                                              | Firenze                                                               | Italia                                                                | 5 – 0                                                                 | Fær Øer                                                               | Qual. Euro 2012                                                       | -                                                                     |                                                                       |
| 9-2-2011                                                              | Dortmund                                                              | Germania                                                              | 1 – 1                                                                 | Italia                                                                | Amichevole                                                            | -                                                                     |                                                                       |
| 25-3-2011                                                             | Lubiana                                                               | Slovenia                                                              | 0 – 1                                                                 | Italia                                                                | Qual. Euro 2012                                                       | -                                                                     | 55’ 87’                                                               |
| 29-3-2011                                                             | Kiev                                                                  | Ucraina                                                               | 0 – 2                                                                 | Italia                                                                | Amichevole                                                            | -                                                                     |                                                                       |
| 3-6-2011                                                              | Modena                                                                | Italia                                                                | 3 – 0                                                                 | Estonia                                                               | Qual. Euro 2012                                                       | -                                                                     |                                                                       |
| 7-6-2011                                                              | Liegi                                                                 | Italia                                                                | 0 – 2                                                                 | Irlanda                                                               | Amichevole                                                            | -                                                                     |                                                                       |
| 10-8-2011                                                             | Bari                                                                  | Italia                                                                | 2 – 1                                                                 | Spagna                                                                | Amichevole                                                            | 1                                                                     | 74’                                                                   |
| 2-9-2011                                                              | Tórshavn                                                              | Fær Øer                                                               | 0 – 1                                                                 | Italia                                                                | Qual. Euro 2012                                                       | -                                                                     |                                                                       |
| 6-9-2011                                                              | Firenze                                                               | Italia                                                                | 1 – 0                                                                 | Slovenia                                                              | Qual. Euro 2012                                                       | -                                                                     | 76’                                                                   |
| 7-10-2011                                                             | Belgrado                                                              | Serbia                                                                | 1 – 1                                                                 | Italia                                                                | Qual. Euro 2012                                                       | -                                                                     | 82’                                                                   |
| 11-10-2011                                                            | Pescara                                                               | Italia                                                                | 3 – 0                                                                 | Irlanda del Nord                                                      | Qual. Euro 2012                                                       | -                                                                     |                                                                       |
| 11-11-2011                                                            | Breslavia                                                             | Polonia                                                               | 0 – 2                                                                 | Italia                                                                | Amichevole                                                            | -                                                                     | 62’                                                                   |
| 15-11-2011                                                            | Roma                                                                  | Italia                                                                | 0 – 1                                                                 | Uruguay                                                               | Amichevole                                                            | -                                                                     | 46’                                                                   |
| 29-2-2012                                                             | Genova                                                                | Italia                                                                | 0 – 1                                                                 | Stati Uniti                                                           | Amichevole                                                            | -                                                                     | 46’                                                                   |
| 1-6-2012                                                              | Zurigo                                                                | Italia                                                                | 0 – 3                                                                 | Russia                                                                | Amichevole                                                            | -                                                                     | 60’                                                                   |
| 14-6-2012                                                             | Poznań                                                                | Italia                                                                | 1 – 1                                                                 | Croazia                                                               | Euro 2012 - 1º turno                                                  | -                                                                     | 63’ 80’                                                               |
| 24-6-2012                                                             | Kiev                                                                  | Inghilterra                                                           | 0 – 0 dts (2 - 4 dtr)                                                 | Italia                                                                | Euro 2012 - Quarti di finale                                          | -                                                                     |                                                                       |
| 28-6-2012                                                             | Varsavia                                                              | Germania                                                              | 1 – 2                                                                 | Italia                                                                | Euro 2012 - Semifinale                                                | -                                                                     | 64’                                                                   |
| 1-7-2012                                                              | Kiev                                                                  | Spagna                                                                | 4 – 0                                                                 | Italia                                                                | Euro 2012 - Finale                                                    | -                                                                     | 56’                                                                   |
| 12-10-2012                                                            | Erevan                                                                | Armenia                                                               | 1 – 3                                                                 | Italia                                                                | Qual. Mondiali 2014                                                   | -                                                                     | 88’                                                                   |
| 16-10-2012                                                            | Milano                                                                | Italia                                                                | 3 – 1                                                                 | Danimarca                                                             | Qual. Mondiali 2014                                                   | 1                                                                     | 85’                                                                   |
| 14-11-2012                                                            | Parma                                                                 | Italia                                                                | 1 – 2                                                                 | Francia                                                               | Amichevole                                                            | -                                                                     | 50’                                                                   |
| 6-2-2013                                                              | Amsterdam                                                             | Paesi Bassi                                                           | 1 – 1                                                                 | Italia                                                                | Amichevole                                                            | -                                                                     |                                                                       |
| 21-3-2013                                                             | Ginevra                                                               | Italia                                                                | 2 – 2                                                                 | Brasile                                                               | Amichevole                                                            | -                                                                     |                                                                       |
| 26-3-2013                                                             | Ta' Qali                                                              | Malta                                                                 | 0 – 2                                                                 | Italia                                                                | Qual. Mondiali 2014                                                   | -                                                                     |                                                                       |
| 7-6-2013                                                              | Praga                                                                 | Rep. Ceca                                                             | 0 – 0                                                                 | Italia                                                                | Qual. Mondiali 2014                                                   | -                                                                     | 90+1’                                                                 |
| 11-6-2013                                                             | Rio de Janeiro                                                        | Italia                                                                | 2 – 2                                                                 | Haiti                                                                 | Amichevole                                                            | -                                                                     | 55’                                                                   |
| 16-6-2013                                                             | Rio de Janeiro                                                        | Messico                                                               | 1 – 2                                                                 | Italia                                                                | Conf. Cup 2013 - 1º turno                                             | -                                                                     |                                                                       |
| 19-6-2013                                                             | Recife                                                                | Italia                                                                | 4 – 3                                                                 | Giappone                                                              | Conf. Cup 2013 - 1º turno                                             | -                                                                     |                                                                       |
| 22-6-2013                                                             | Salvador                                                              | Italia                                                                | 2 – 4                                                                 | Brasile                                                               | Conf. Cup 2013 - 1º turno                                             | -                                                                     | 26’                                                                   |
| 27-6-2013                                                             | Fortaleza                                                             | Spagna                                                                | 0 – 0 dts (7 - 6 dtr)                                                 | Italia                                                                | Conf. Cup 2013 - Semifinale                                           | -                                                                     | 46’                                                                   |
| 30-6-2013                                                             | Salvador                                                              | Uruguay                                                               | 2 – 2 dts (2 - 3 dtr)                                                 | Italia                                                                | Conf. Cup 2013 - Finale 3º posto                                      | -                                                                     | 82’, 110’                                                             |
| 14-8-2013                                                             | Roma                                                                  | Italia                                                                | 1 – 2                                                                 | Argentina                                                             | Amichevole                                                            | -                                                                     | 46’                                                                   |
| 10-9-2013                                                             | Torino                                                                | Italia                                                                | 2 – 1                                                                 | Rep. Ceca                                                             | Qual. Mondiali 2014                                                   | -                                                                     | 86’                                                                   |
| 11-10-2013                                                            | Copenaghen                                                            | Danimarca                                                             | 2 – 2                                                                 | Italia                                                                | Qual. Mondiali 2014                                                   | -                                                                     | 82’                                                                   |
| 15-10-2013                                                            | Napoli                                                                | Italia                                                                | 2 – 2                                                                 | Armenia                                                               | Qual. Mondiali 2014                                                   | -                                                                     |                                                                       |
| 15-11-2013                                                            | Milano                                                                | Italia                                                                | 1 – 1                                                                 | Germania                                                              | Amichevole                                                            | -                                                                     |                                                                       |
| 18-11-2013                                                            | Londra                                                                | Italia                                                                | 2 – 2                                                                 | Nigeria                                                               | Amichevole                                                            | -                                                                     | Cap. 53’                                                              |
| 5-3-2014                                                              | Madrid                                                                | Spagna                                                                | 1 – 0                                                                 | Italia                                                                | Amichevole                                                            | -                                                                     |                                                                       |
| 31-5-2014                                                             | Londra                                                                | Italia                                                                | 0 – 0                                                                 | Irlanda                                                               | Amichevole                                                            | -                                                                     | Cap. 15’                                                              |
| 10-10-2015                                                            | Baku                                                                  | Azerbaigian                                                           | 1 – 3                                                                 | Italia                                                                | Qual. Euro 2016                                                       | -                                                                     | 89’                                                                   |
| 13-10-2015                                                            | Roma                                                                  | Italia                                                                | 2 – 1                                                                 | Norvegia                                                              | Qual. Euro 2016                                                       | -                                                                     | 68’                                                                   |
| 17-11-2015                                                            | Bologna                                                               | Italia                                                                | 2 – 2                                                                 | Romania                                                               | Amichevole                                                            | -                                                                     | 60’                                                                   |
| 29-3-2016                                                             | Monaco di Baviera                                                     | Germania                                                              | 4 – 1                                                                 | Italia                                                                | Amichevole                                                            | -                                                                     |                                                                       |
| 1-9-2016                                                              | Bari                                                                  | Italia                                                                | 1 – 3                                                                 | Francia                                                               | Amichevole                                                            | -                                                                     | 46’                                                                   |
| 6-10-2016                                                             | Torino                                                                | Italia                                                                | 1 – 1                                                                 | Spagna                                                                | Qual. Mondiali 2018                                                   | -                                                                     | 30’                                                                   |
| 7-6-2017                                                              | Nizza                                                                 | Italia                                                                | 3 – 0                                                                 | Uruguay                                                               | Amichevole                                                            | -                                                                     | 19’                                                                   |
| 5-9-2017                                                              | Reggio Emilia                                                         | Italia                                                                | 1 – 0                                                                 | Israele                                                               | Qual. Mondiali 2018                                                   | -                                                                     | 89’                                                                   |
| Totale                                                                |                                                                       | Presenze                                                              | 66                                                                    |                                                                       | Reti                                                                  | 2                                                                     |                                                                       |

| Cronologia completa delle presenze e delle reti in nazionale ― Italia olimpica | Cronologia completa delle presenze e delle reti in nazionale ― Italia olimpica | Cronologia completa delle presenze e delle reti in nazionale ― Italia olimpica | Cronologia completa delle presenze e delle reti in nazionale ― Italia olimpica | Cronologia completa delle presenze e delle reti in nazionale ― Italia olimpica | Cronologia completa delle presenze e delle reti in nazionale ― Italia olimpica | Cronologia completa delle presenze e delle reti in nazionale ― Italia olimpica | Cronologia completa delle presenze e delle reti in nazionale ― Italia olimpica |
| Data                                                                           | Città                                                                          | In casa                                                                        | Risultato                                                                      | Ospiti                                                                         | Competizione                                                                   | Reti                                                                           | Note                                                                           |
| ------------------------------------------------------------------------------ | ------------------------------------------------------------------------------ | ------------------------------------------------------------------------------ | ------------------------------------------------------------------------------ | ------------------------------------------------------------------------------ | ------------------------------------------------------------------------------ | ------------------------------------------------------------------------------ | ------------------------------------------------------------------------------ |
| 7-8-2008                                                                       | Qinhuangdao                                                                    | Honduras olimpica                                                              | 0 – 3                                                                          | Italia olimpica                                                                | Olimpiadi 2008 - 1º turno                                                      | -                                                                              |                                                                                |
| 10-8-2008                                                                      | Qinhuangdao                                                                    | Italia olimpica                                                                | 3 – 0                                                                          | Corea del Sud olimpica                                                         | Olimpiadi 2008 - 1º turno                                                      | 1                                                                              |                                                                                |
| 13-8-2008                                                                      | Tientsin                                                                       | Camerun olimpica                                                               | 0 – 0                                                                          | Italia olimpica                                                                | Olimpiadi 2008 - 1º turno                                                      | -                                                                              |                                                                                |
| 16-8-2008                                                                      | Pechino                                                                        | Italia olimpica                                                                | 2 – 3                                                                          | Belgio olimpica                                                                | Olimpiadi 2008 - Quarti di finale                                              | -                                                                              | 90’                                                                            |
| Totale                                                                         |                                                                                | Presenze                                                                       | 4                                                                              |                                                                                | Reti                                                                           | 1                                                                              |                                                                                |

## Palmarès

### Club

#### Competizioni giovanili
- Campionato Allievi Nazionali: 1

Atalanta: 2001-2002
- Coppa Italia Primavera: 1

Atalanta: 2002-2003

#### Competizioni nazionali
- Supercoppa italiana: 1

Milan: 2016

### Individuale
- Oscar del calcio AIC: 1

Miglior giovane: 2007
- Globe Soccer Awards: 1

Premio speciale: 2014